# 홀리데이트
《홀리데이트》(영어: Holidate)는 2020년에 넷플릭스에서 방영한 미국의 영화이다.

## 캐스팅

### 주연
- 엠마 로버츠 : 슬론 역
- 루크 브레이시 : 잭슨 역

### 조연
- 크리스틴 체노웨스 : 수잔 역
- 프란시스 피셔 : 일레인 역
- 앤드류 배첼러 : 닐 역
- 제시카 캡쇼 : 애비 역
- 매니쉬 다얄 : 파루크 역
- 알렉스 모팻 : 피터 역
- 신시 우 : 리즈 역
- 제이크 맨리 : 요크 역
- 댄 로리아 : 월리 역
- 칼 맥도웰 : 스크러피 산타 역
- 미카엘라 후버 : 애니 역
- 줄리엔 말론 사마니 : 뤽 역
- 니콜라 펠츠 : 펠리시티 역

## 줄거리
싱글이라 서러운 게 아니다. 또 혼자냐는 잔소리가 지겨울 뿐. 우연히 만난 동병상련 남녀, 명절용 파트너로 계약 체결! 사귀는 척만 하기로 했는데, 자꾸 생각이 난다.

## 같이 보기
- 크리스마스 영화 목록